# Hans Berglund
Hans Berglund (n. 24 februarie 1918, Stockholm, Suedia – d. 17 septembrie 2006, Stockholm, Suedia) a fost un caiacist ce a reprezentat Suedia, medaliat olimpic. A participat la o ediție a Jocurilor Olimpice (1948) în care a câștigat o medalie de aur.

## Participări
Lista de mai jos prezintă principalele competiții la care a participat Hans Berglund de-a lungul carierei.
- canoeing at the 1948 Summer Olympics – men's K-2 1000 metres[*]